# Três Palmeiras
Três Palmeiras là một đô thị thuộc bang Rio Grande do Sul, Brasil. Đô thị này có diện tích 188,7 km², dân số năm 2007 là 4388 người, mật độ 23,25 người/km².